# Combinado
Combinado é um município brasileiro do estado do Tocantins. Localiza-se a uma latitude 12º47'31" sul e a uma longitude 46º32'20" oeste, estando a uma altitude de 383 metros. Sua população estimada em 2017 era de 4.874 habitantes. Possui uma área de 209,613 km².